# 賈成章
賈成章（1894年—1970年9月），字佛生。安徽省合肥縣人。林學家，民國37年（1948年）在農會東北區當選第一屆立法委員

## 生平[1][2]
- 國立北京農業專門學校林科
- 己未高等文官及第分發農部
- 安徽省林業局技術主任
- 農商部
- 德國明興大學林學系博士
- 京師大學農學院教授
- 瀋陽私立東北農林專科學校校長[3]
- 北平大學農學院森林系教授
- 西北聯合大學教授
- 陝西西北農學院森林系教授兼系主任
- 瀋陽私立东北中正大學農學院院長
- 當選第一屆立法委員，出席第一會期農林及水利委員會(召集委員)、教育文化委員會、糧政委員會
- 蘇州前河大學教授。
- 華北大學政治研究所學習
- 河南大學森林系教授兼系主任
- 中國林業科學研究院林業科學研究所研究員